# FC Barcelona Femení
FC Barcelona Femení – kobieca sekcja piłkarska FC Barcelony, utworzona 26 czerwca 2002 na bazie Selecció Ciutat de Barcelona (założonego w 1970 r.), rozgrywająca domowe spotkania na Estadi Johan Cruyff.

## Historia
Pierwszy mecz Selecció Ciutat de Barcelona rozegrał w Boże Narodzenie 1970 r., mierząc się towarzysko z UE Centelles, a przychody z biletów przekazano na cele charytatywne. W 2002 r. zespół stał się oficjalną sekcją piłki nożnej kobiet FC Barcelony. W tym samym sezonie, w wyniku reorganizacji rozgrywek ligowych w Hiszpanii, drużyna nie została zakwalifikowana do najwyższej klasy rozgrywkowej. W kolejnych dwóch sezonach zespół zwyciężał w swojej grupie regionalnej Segunda División, jednak w barażach o awans do Primera División przegrywał w decydujących starciach. Dopiero w sezonie 2003/04 drużynie udało się zwyciężyć w rozgrywkach sezonu zasadniczego, a w barażach pokonała ona Atlético Madrid oraz CD Rayco, zdobywając promocję do najlepszej ligi piłkarskiej kobiet w Hiszpanii. W dwóch kolejnych sezonach zespół znajdował się w środku tabeli Primera División, po czym w sezonie 2006/07, zajmując ostatnie 14. miejsce w lidze, został zdegradowany. Zespół ponownie wrócił do elity po sezonie w ten sam sposób, w jaki to uczynił w sezonie 2003/04. Od powrotu do Primera División w sezonie 2008/09 zespół systematycznie polepszał swoje wyniki w końcowej klasyfikacji mistrzostw Hiszpanii, kolejno zajmując szóste, piąte, a następnie czwarte miejsce w ligowej tabeli.
Klub największe sukcesy odnosił od 2011 r. W sezonie 2010/11 zespół po raz pierwszy od sezonu 1993/94 zdobył Copa de la Reina, pokonując w finale w derbowym spotkaniu RCD Espanyol po dogrywce 1:0. W sezonie 2011/12 zespołowi nie udało się obronić tytułu zdobywcy Pucharu Hiszpanii, przegrywając w półfinale tych rozgrywek z zespołem Athletic Bilbao. Jednak w rozgrywkach ligowych drużyna zdobyła pierwszy mistrzowski tytuł, zdobywając w 34 spotkaniach ligowych rekordowe 94 punkty. W sezonie 2012/13 zespół zdobył dublet – tytuł mistrza Hiszpanii oraz Puchar Hiszpanii. W rozgrywkach ligowych Barcelona wyprzedziła o dwa punkty Athletic Bilbao. Osiem najlepszych drużyn ligi zakwalifikowało się do rozgrywek Copa de la Reina. W rozgrywkach tych Blaugranes pokonały w drodze do triumfu Rayo Vallecano, Atlético Madrid oraz w finale CD Transportes Alcaine. Także w kolejnych dwóch sezonach drużyna zwyciężyła w rozgrywkach ligowych. W sezonie 2015/16 po raz pierwszy od sezonu 2010/11 ekipa nie zdobyła żadnego trofeum. W lidze zajmując drugie miejsce za Athletic Bilbao (punkt straty), zaś w rozgrywkach Copa de la Reina ulegając w finale Atlético Madrid.

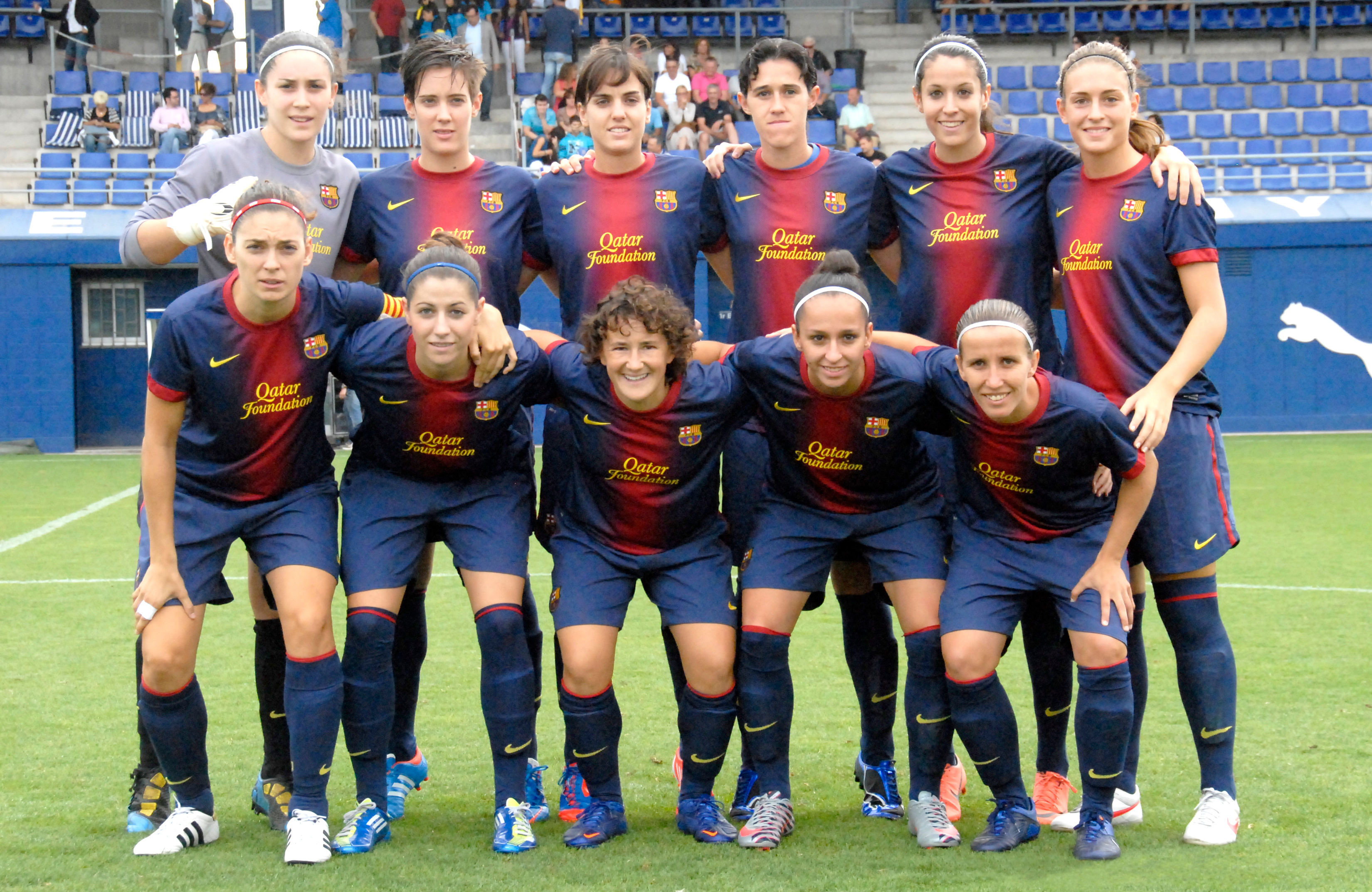
Zespół w 2012 r.

W rozgrywkach Ligi Mistrzyń zespół uczestniczy regularnie od sezonu 2012/13. W tym sezonie katalońska drużyna odpadła w swoim pierwszym dwumeczu w historii tych rozgrywek z Arsenalem, po dwóch porażkach z angielską drużyną. W sezonie 2013/14 klub po raz drugi wystąpił w tych rozgrywkach. W pierwszej rundzie Barcelona pokonała zespół Brøndby IF, mimo iż dwukrotnie zremisowała. W 1/8 finału, w dwumeczu przeciwko FC Zürich, zespół po raz pierwszy odniósł zwycięstwo w tych rozgrywkach, dwukrotnie pokonując szwajcarski zespół. Ostatecznie Barcelona odpadła z rozgrywek w ćwierćfinale, ulegając w dwumeczu VfL Wolfsburg. Sezon 2014/15 to dotarcie jedynie do drugiej fazy rozgrywek, po zwycięstwie ze Slavią Praga oraz porażce z Bristol City. Po roku Blaugranes ponownie awansowały do ćwierćfinału tych rozgrywek, gdzie odpadły z Paris Saint-Germain. Po raz pierwszy półfinał Ligi Mistrzyń Barcelona osiągnęła w sezonie 2016/17. W 2019 r. nowym trenerem drużyny został Lluís Cortés. W sezonie 2020/21 drużyna po raz pierwszy zdobyła Ligę Mistrzyń, pokonując w finale Chelsea. Ostatecznie ów sezon zakończył się dla Barçy Femení historycznym trypletem.
2 lipca 2021 r. nowym trenerem zespołu został Jonatan Giráldez, który do tej pory był asystentem Lluísa Cortésa. 13 marca 2022 r. drużyna pokonała u siebie Real Madrid Femenino 5:0, zapewniając sobie mistrzostwo Hiszpanii sezonu 2021/22. 30 marca 2022 r., podczas rewanżowego meczu 1/4 finału Ligi Mistrzyń pomiędzy tymi samymi drużynami na Camp Nou, ustanowiono rekord świata w liczbie widzów oglądających mecz piłki nożnej kobiet. Na trybunach zasiadły 91 553 osoby.

## Skład
Stan na 16 listopada 2024
| Nr | Poz. | Piłkarz                     |
| -- | ---- | --------------------------- |
| 1  | BR   | Gemma Font                  |
| 2  | OB   | Irene Paredes               |
| 4  | OB   | María Pilar León            |
| 5  | OB   | Jana Fernández              |
| 7  | NA   | Salma Paralluelo            |
| 8  | OB   | Marta Torrejón              |
| 9  | NA   | Cláudia Pina Medina         |
| 10 | NA   | Caroline Graham Hansen      |
| 11 | PO   | Alexia Putellas (kapitanka) |
| 12 | PO   | Patricia Guijarro           |
| 13 | BR   | Cata Coll                   |

| Nr | Poz. | Piłkarz              |
| -- | ---- | -------------------- |
| 14 | PO   | Aitana Bonmatí       |
| 16 | NA   | Fridolina Rolfö      |
| 17 | NA   | Ewa Pajor            |
| 18 | PO   | Kika Nazareth        |
| 19 | NA   | Vicky López          |
| 20 | OB   | Martina Fernández    |
| 21 | PO   | Keira Walsh          |
| 22 | OB   | Ona Batlle           |
| 23 | PO   | Ingrid Syrstad Engen |
| 24 | PO   | Esmee Brugts         |
| 25 | BR   | Ellie Roebuck        |

## Sukcesy
- Primera División (10x): 2012, 2013, 2014, 2015, 2020, 2021, 2022, 2023, 2024, 2025
- Copa de la Reina (10x): 1994, 2011, 2013, 2014, 2017, 2018, 2020, 2021, 2022, 2024
- Supercopa de España (4x): 2020, 2022, 2023, 2024
- Puchar Katalonii (10x): 2009, 2010, 2011, 2012, 2014, 2015, 2016, 2017, 2018, 2019
- Liga Mistrzyń UEFA (3x): 2021, 2023, 2024